# 原始島
『原始島』（げんしとう）は、SNKの横スクロールシューティングゲームのシリーズ。タイトルは以下の通り。
- 原始島
- プレヒストリックアイル2 原始島

## 原始島
『原始島』は、1989年に稼働開始。

### 概要
本作は難易度の高い作品に位置付けするゲーム。自機は複葉機を操作して恐竜を倒していく。
2011年4月21日に発売されたPlayStation Portable用ソフト、SNKアーケードクラシックスゼロに収録されている。

### ストーリー
1930年、バミューダトライアングルで飛行機が連続して消失する謎を突き止めるため調査に向かうと一つの島が見つかる。そこには原住民と思われる原始人と恐竜が住んでいる島だった。検討の結果、調査員らは恐竜の駆除を決断する。

## プレヒストリックアイル2 原始島
『プレヒストリックアイル2 原始島』は、1999年9月27日に稼働開始。発売は夢工房。

### 概要
『原始島』の続編。本作は前作よりも難易度が低くなり、全面クリアがしやすくなっている。
ゲーム開始時に2種類の戦闘機を選択でき、ノーダメージ＆ノーミスでクリアすると紋章がもらえる要素が追加された。また、ステージの途中には助ける救助員が存在する。
基板の設定はHP制が初期設定になっているが、残機制にも変更可能。
アケアカNEOGEOの1タイトルとして2018年8月2日にPlayStation 4・Xbox One・Nintendo Switchで、2019年5月24日にWindows 10で、2023年1月26日にiOS・Androidでそれぞれ配信が開始された。

### ストーリー
前作から幾月か時は流れ、原始島の恐竜は増え続け溢れでた恐竜達は海を超え大陸の都会で暴れ始める。救助隊のヘリが何とか都会の住民を救助、恐竜駆逐したの後、今度こそ恐竜の根絶を目指し再び原始島へ乗り込むのであった。